# J. Edgar Hoover
John Edgar Hoover (n. 1 ianuarie 1895, Washington, D.C., District of Columbia, SUA – d. 2 mai 1972, Washington, D.C., District of Columbia, SUA) a fost directorul Biroului Federal de Investigații (FBI) de la 10 mai 1924 până la moartea sa, adică timp de 48 de ani. Până azi, J. Edgar Hoover a rămas cel mai mult timp în fruntea unei agenții americane, servind sub opt președinți, de la Calvin Coolidge la Richard Nixon. După el, a fost instaurat un mandat de zece ani pentru funcția de director al FBI.

## Biografie

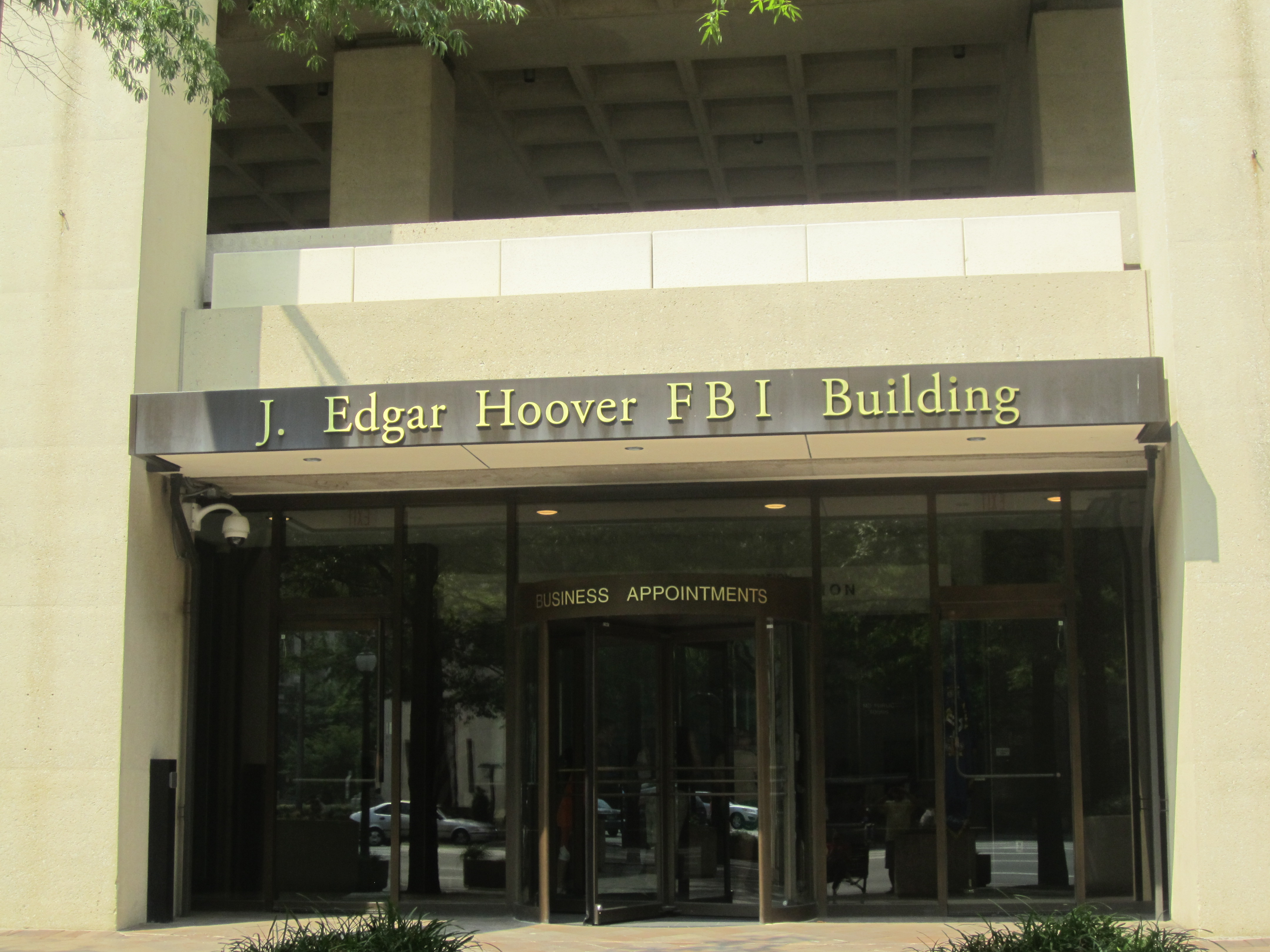
J. Edgar Hoover FBI Building, la Washington, D.C.

John Edgar Hoover a fost cel mai mic dintre cei patru copii ai lui Dickerson Naylor Hoover (1856-1921) care avea strămoși de origine engleză și germană și ai soției acestuia, Anna Marie Scheitlin (1860-1938) descendentă a unor mercenari elvețieni. S-a născut la 1 ianuarie 1895, la Washington, D.C.. Unchiul mamei fusese consul general onorific al Elveției în Statele Unite. Hoover și-a petrecut copilăria în Eastern Market. În timpul colegiului, a lucrat la Biblioteca Congresului, iar în anul 1917 a obținut licența în drept la Universitatea George Washington. În anii studenției a devenit interesat de cariera lui Anthony Comstock, inspector poștal federal al New York City, care a dus lupte îndelungate împotriva fraudelor și relelor moravuri (inclusiv împotriva pornografiei și a controlului natalității) cu o generație înainte.
Nu se angajează în Primul Război Mondial și găsește de lucru în Departamentul Justiției, fiind ajutat de un unchi judecător. Se plasează în anturajul ministrului Justiției din acel moment, democratul Alexander Mitchell Palmer, cel care a scos în evidență pericolul roșu, cu alte cuvinte, pericolul comunist, și care, rapid, îl face asistentul său special. Este promovat în fruntea secției care avea drept sarcină înregistrarea persoanelor provenind dintr-o țară dușmană, apoi, în 1919, devine director al nou-nouței General Intelligence Division a Departamentului Justiției.

### BOI și FBI
Se alătură apoi, ca director adjunct, BOI, Bureau of Investigations, strămoș al FBI, iar la 10 mai 1924 este numit director al acestei instituții, fiind în vârstă de 29 de ani, de către Președintele Calvin Coolidge. Era al șaselea director al Biroului de Investigații. În acea epocă, BOI număra circa 650 de angajați, dintre care 441 de agenți speciali.
În 1933, ca urmare a alegerii lui Franklin Delano Roosevelt la președinția Statelor Unite ale Americii, locul lui Edgar Hoover la conducerea BOI era amenințat.

## Viața personală
Începând cu anii 1940, au circulat zvonuri că Hoover a fost homosexual. S-a sugerat că Clyde Tolson, un director asociat al FBI, cel căruia Hoover i-a lăsat întreaga avere, ar fi fost iubitul lui.

## Scrieri
John Edgar Hoover este autorul unor numeroase cărți și articole.
- Hoover, J. Edgar (1938), Persons In Hiding. Gaunt Publishing. ISBN 1-56169-340-5.
- Hoover, J. Edgar (1958), Masters of Deceit: The Story of Communism in America and How to Fight It. Kessinger Publishing. ISBN 1-4254-8258-9.
- Hoover, J. Edgar (1962), A Study of Communism. Holt Rinehart & Winston. ISBN 0-03-031190-X.